# Glyptozaria opulenta
Glyptozaria opulenta là một loài ốc biển, là động vật thân mềm chân bụng sống ở biển thuộc họ Turritellidae.